# سیارک ۲۸۳۵
سیارک ۲۸۳۵ (به انگلیسی: 2835 Ryoma، نامگذاری:1982WF) دو هزار و هشتصد و سی و پنجمین سیارک کشف شده‌است که در ۲۰ نوامبر ۱۹۸۲ کشف شد.
قدر مطلق سیارک برابر ۱۲٫۱۰ است.